# Fédération française de taekwondo et disciplines associées
La Fédération française de taekwondo et disciplines associées (souvent désignée par le sigle FFTDA) est une association « loi de 1901 » qui a pour but d’organiser sur le territoire français la pratique du taekwondo, du hapkido, du tang soo do, du soo bahk do et des disciplines associées au taekwondo depuis 1995,. 
Elle est affiliée aux fédérations et organismes européens (ETU et AETF) et mondiaux (WT et ITF) régissant le taekwondo et ses disciplines associées.

## Historique

### Premiers développements du taekwondo en France
Après la première démonstration de taekwondo en France en 1968, le maitre Lee Kwan Young commence à donner des cours en France en 1969.

### Affiliation à une fédération nationale: FFKAMA puis FFKTAMA
En 1976, la FFKDA (Fédération Française de Karaté et Disciplines Assimilées) devient la FFKAMA (Fédération Française de Karaté et Arts Martiaux Affinitaires), en incluant le taekwondo dans les arts martiaux affinitaires au karaté.
En 1978, la FFTKD est créée et s'affilie à la FFKAMA dès 1979.
En 1980, la FFKAMA prend acte de l'importance du développement du taekwondo en France en se renommant FFKTAMA (Fédération Française de Karaté, Taekwondo et Arts Martiaux Affinitaires).
En 1984, sur demande du Ministère de la Jeunesse et des sports, la FFKAMA et la FFTKD signent un protocole d'accord permettant la création d'un organe de déconcentration de la FFKAMA à compétence nationale, le COT (Comité d'Organisation du Taekwondo), qui est renommé CFT (Comité Fédéral de Taekwondo) en 1992.

### Première fédération indépendante: le CNT
Le 8 octobre 1994 est organisée l'assemblée constituante d'une nouvelle association fédérative, le CNT (Comité National du Taekwondo), qui gère l'organisation du taekwondo en France du 14 octobre 1994 au 30 août 1995.

### FFTDA
Le 30 juin 1995, le CNT obtient l'agrément du Ministère de la Jeunesse et des Sports, se renomme le 1er septembre 1995 en FFTDA (Fédération Française de Taekwondo et Disciplines Associées) et la FFTDA reçoit la délégation de pouvoir du Ministère de la Jeunesse et des Sports le 6 octobre 1995.
Le 31 décembre 2016, la FFTDA reçoit délégation du ministère des Sports pour organiser la pratique du para-taekwondo en France.
Dans les années 2020, elle fédère en moyenne 900 clubs et autour de 50 000 licenciés par an.
On constate une augmentation de la féminisation du taekwondo en France, passant de 33,8% de licenciées féminines en 2016 à 38,1% en 2021, attribuable à la valorisation des licenciées féminines par la FFTDA selon le Ministère chargé des sports.

## Organisation

### Structures nationales
- L'Assemblée Générale établit les statuts et le règlement intérieur de la fédération, et élit les membres du Comité directeur (jusqu'à 29, à parité hommes-femmes) et le Président[7]. Les dernières élections de 2020 ont été annulées par décision du Tribunal judiciaire de Lyon, qui a désigné un administrateur provisoire jusqu'à la tenue de nouvelles élections, prévues en 2024[8].
- Le Bureau directeur s'occupe de la gestion permanente[8].
- Le Conseil des Présidents de ligue et les commissions travaillent à des propositions[8].
- La direction sportive et la direction du développement gèrent trois pôles de compétences, dirigés par des cadres techniques (le Directeur technique national, des DTN adjoints, et des entraîneurs nationaux), des cadres techniques sportifs (CTS) et du personnel administratif[8].

### Organismes déconcentrés
Le bureau directeur de la FFTDA constitue des ligues régionales, des comités départementaux et interdépartementaux auxquels il peut confier l'exécution une partie des
missions de la fédération.
En 2024, il y a 22 ligues régionales : Auvergne-Rhône-Alpes, Bourgogne-Franche-Comté, Bretagne, Centre-Val de Loire, Corse, Grand-Est, Guadeloupe, Guyane, Hauts-de-France, Île-de-France, La Réunion, Martinique, Mayotte, Normandie, Nouvelle-Aquitaine, Nouvelle-Calédonie, Occitanie, Pays-de-la-Loire, Polynésie française, Provence-Alpes-Côte-d'Azur, Saint-Barthélemy et Saint-Pierre-et-Miquelon.

### Identité visuelle

Logo de la FFTDA de 1995 à 2013
Logo depuis 2013

## Crises et affaires judiciaires
La FFTDA a connu plusieurs crises, en particulier dès 2013, alors sous la gouvernance de Roger Piarulli. Les deux suivantes, successivement sous Denis Odjo (entre 2015 et 2020) et Hassane Sadok (à compter de 2020, mais dont l'élection a été annulée par la justice le 3 mai 2023), ont eu à s'expliquer devant les tribunaux.

### Deux rapports de l'Inspection Générale de la Jeunesse et des Sports en 2013 et 2015

#### Affaire Marlène Harnois
Médaillée aux Jeux olympiques de 2012 à Londres, Marlène Harnois accuse en juin 2013 son entraîneur, Myriam Baverel, de harcèlement et de violences. Le 19 juillet 2013, la FFTDA suspend Marlène Harnois pendant deux ans au motif de propos mensongers, allant jusqu'à l'empêcher de reprendre la compétition sous d'autres couleurs. Philippe Bouëdo et Myriam Baverel, respectivement directeur technique national et entraîneur national, portent plainte contre Marlène Harnois.
L'IGJS finit par mener une enquête interne dont le rapport sera exploité par le tribunal.
Au plus fort de la crise, Marlène Harnois annonce en 2014 sa retraite sportive,.
En 2015, le tribunal relaxe Marlène Harnois et déboute les deux plaignants,,.

#### Crise de 2015
Lors de l'été 2015, la gouvernance de la FFTDA est accusée de graves dérives et de détournements de fonds. Le trésorier de la FFTDA de l'époque, Bruno Volpato, intrigué par un trou de 50 000 euros, détecte des détournements, des paiements injustifiés et un système de fausses factures ; il porte plainte en commissariat notamment contre le paiement de billets d'avion au nom de la femme et du fils du président pour un coût qui s'élève à plusieurs milliers d'euros, l'achat de 20 lignes de téléphone portable mises à disposition de quelques dirigeants avec des factures montant jusqu'à 2 000 euros par mois, ou encore les 22 000 euros dépensés sans justificatif avec la carte bleue mise à la disposition du président, Roger Piarulli,.
Par le biais de l'IGJS, le ministère lance en août 2015 une enquête qui sera consignée dans un rapport.
Cette affaire fait l'objet d'un reportage sur France 2 en mai 2016, qui met en lumière le système mis en place par Roger Piarulli et Philippe Bouëdo. Un autre reportage sur France 2 se focalise sur les dérives financières constatées. Un autre témoignage provenant d'une comptable licenciée en 2015 - licenciement qui fut en 2016 déclaré sans cause réelle et sérieuse par le Conseil de Prud’hommes de Lyon - apporte un nouvel éclairage : les finances de la FFTDA étaient si dégradées que le président et le directeur national exigeaient que les athlètes financent eux-mêmes leurs déplacements vers les compétitions internationales, exposant ainsi certaines familles à des difficultés financières.

### Annulation des élections de 2020
Les élections fédérales de 2020 sont maintenues, alors que de nombreuses autres fédérations sportives françaises les reportent à l'année 2021, en raison de la pandémie de Covid-19, avec l'autorisation du ministère des Sports.
Le jugement du 3 mai 2023 annule l'Assemblée Générale (AG) élective de la FFTDA qui a eu lieu le 19 décembre 2020, ainsi que les élections de délégués (PACA, IDF, AURA, Centre, NA, des départements du Nord et de la Réunion),. Les décisions de première instance sont exécutoires. Il n'y a donc plus, pendant plus d'un an à partir de cette date, ni Président, ni Comité Directeur. Le jugement nomme Robert Louis Meynet administrateur judiciaire, assisté d'Hassane Sadok (élu Président de la FFTDA en 2020) dans la gestion quotidienne, afin d'organiser de nouvelles élections de délégués ainsi que l'élection du Comité Directeur fédéral,. 
En janvier 2024, la réélection des dirigeants de la FFTDA est programmée du 8 au 10 mars 2024, mais le 5 mars 2024, la fédération annonce que l'élection est reportée de nouveau à une date ultérieure, programmée finalement du 14 au 16 juin 2024, juste avant les Jeux olympiques de Paris 2024 : un nouveau comité directeur est alors finalement élu, et le président Hassane Sadok est réélu avec plus de 87% des voix le lendemain.

## Palmarès
Les taekwondoïstes adhérents à la FFTDA ont remporté 10 médailles olympiques (1 en or, 3 en argent et 6 en bronze), 19 médailles d'or aux championnats du monde (15 en senior et 4 en junior) et 30 aux championnats d'Europe.

### Aux Jeux olympiques et paralympiques
| Classement | Or · | Argent · | Bronze · | Total |
| ---------- | ---- | -------- | -------- | ----- |
| Nombre     | 1    | 3        | 6        | 10    |

En 2000,  aux Jeux olympiques d'été de Sydney, Pascal Gentil remporte la première médaille olympique du taekwondo français en décrochant le bronze.
En 2004 aux Jeux d'Athènes, Myriam Baverel et Pascal Gentil rapportent deux médailles supplémentaires à la France. En plus de 67 kg, Myriam Baverel s'octroie à 23 ans la médaille d'argent, battue en finale par la Chinoise Chen Zhong, championne olympique en titre. Pascal Gentil revient avec une seconde médaille de bronze en plus de 80 kg.
En 2008 aux Jeux de Pékin, Gwladys Épangue bat l'Australienne Tina Morgan en finale de repêchage et décroche une troisième médaille de bronze pour la France.
En 2012 aux Jeux de Londres, remplaçant au pied levé la championne du monde Gwladys Épangue, contrainte de déclarer forfait en juin, la Polynésienne Anne-Caroline Graffe décroche la médaille d'argent en plus de 67 kg face à la Serbe Milica Mandić. Marlène Harnois obtient une médaille de bronze en moins de 57 kg.
En 2016 aux Jeux de Rio, la France aligne 4 athlètes en Taekwondo. Haby Niaré est médaillée d'argent en moins de 67 kg. Gwladys Épangue (en plus de 67 kg) et Yasmina Aziez (en moins de 49 kg) se classent 5e dans leur catégorie. M'Bar Ndiaye termine 7e en plus de 80 kg.
En 2020 aux Jeux de Tokyo, à seulement dix-neuf ans, Althéa Laurin devient la plus jeune taekwondoïste française médaillée olympique en obtenant une médaille de bronze en plus de 67 kg.
En 2024 aux Jeux de Paris, Althéa Laurin, toujours dans la catégorie des femmes de plus de 67 kg, décroche la première médaille d'or olympique de taekwondo de l'histoire du taekwondo français. Cyrian Ravet obtient quant à lui la médaille de bronze en moins de 58 kg. Lors des épreuves paralympiques, Djelika Diallo remporte la première médaille paralympique de l'histoire de la fédération française en devenant vice-championne de la catégorie des K44 (athlètes amputés d’un bras ou atteints d'une limitation équivalente due à un handicap orthopédique ou une absence de doigts de pied affectant sensiblement la capacité à bouger les jambes de façon dynamique) de moins de 65kg.

### Aux Championnats du monde
Les adhérents de la FFTDA ont gagné un total de 15 médailles d'or en senior (dont 8 en para-taekwondo), et 4 médailles d'or en junior (avec Yassine Belhadj en 2006, Maëva Musso en 2008, Magda Wiet-Hénin en 2012 et Althéa Laurin en 2018).
| Année | Nom                     | Discipline     | Catégorie   |
| ----- | ----------------------- | -------------- | ----------- |
| 1993  | Mikaël Meloul           | taekwondo      | -83 kg      |
| 2001  | Mamédy Doucara          | taekwondo      | -80 kg      |
| 2009  | Laura Schiel            | para-taekwondo | A -67 kg    |
| 2009  | Bopha Kong              | para-taekwondo | A567 -58 kg |
| 2009  | Nicolas Saez Manzanares | para-taekwondo | A56 -68 kg  |
| 2009  | Gwladys Épangue         | taekwondo      | -67 kg      |
| 2010  | Bopha Kong              | para-taekwondo | A8 -58 kg   |
| 2011  | Gwladys Épangue         | taekwondo      | -73 kg      |
| 2013  | Haby Niaré              | taekwondo      | -67 kg      |
| 2013  | Laure-Anne Seytor       | para-taekwondo | -58 Kg      |
| 2014  | Laure-Anne Seytor       | para-taekwondo | -58 Kg      |
| 2015  | Bopha Kong              | para-taekwondo | K43 -61 kg  |
| 2019  | Bopha Kong              | para-taekwondo | K43 -61 kg  |
| 2023  | Magda Wiet-Hénin        | taekwondo      | -67 kg      |
| 2023  | Althéa Laurin           | taekwondo      | -73 kg      |

### Aux Championnats d'Europe
30 médailles d'or : Mickaël Borot (2006), Franck Cribaillet (1986), Élise Eeckman (2019), Gwladys Épangue (2002, 2004, 2005, 2015), Brigitte Evanno (1982, 1986), Pascal Gentil (1994, 1998, 2005), Anne-Caroline Graffe (2012), Marlène Harnois (2008, 2012), Leïla Kocheida (2014), Bopha Kong (2018, 2015), Althéa Laurin (2023), Floriane Liborio (2010, 2012), Mikaël Meloul (1992, 1994), Hajer Mustapha (2014), Haby Niaré (2010), Bruno Ntep (2005), Christophe Négrel (2005), Cyrian Ravet (2023), Patricia Reynolds (1992) et Ludovic Vo (2002).